# 전국방방쿡쿡
전국방방쿡쿡은 차태현, 장혁, 이상엽, 안정환, 현주엽, 김태균 (1982년), 박태환이 주 멤버로 출연하는 매일방송(MBN)에서 방영되는 대한민국의 리얼리티 방송 프로그램이다. 이 프로그램은 2021년 4월 10일부터 2021년 6월 26일까지 한국 표준시 기준 토요일마다 18시에 방영되었다.

## 고정 출연
배우
- 차태현 (1-12화)
- 장혁 (1-12화)
- 이상엽 (1-12화)

운동 선수
- 안정환 (1-12화)
- 김태균 (1982년) (1-12화)
- 박태환 (1-3화)
- 현주엽 (4-12화)

## 게스트
- 1화: 김수미
- 2화: 백지영, 거미 (가수)
- 3화: 김병지, 이영표, 조원희
- 4화: 최수종, 하희라
- 5화: 박준형 (가수), 황치열
- 6화: 김준호 (희극인), 김대희 (희극인)
- 7화: 진성 (가수), 나태주 (연예인), 김수찬 (가수)
- 8화: 장광, 김강현, 지상렬
- 9화: 진해성, 송소희, 오유진
- 10화: 유인영, 정유미 (1984년), 온주완
- 11화: 도경완, 오상진, 김환
- 12화: 허재, 홍성흔, 박태환

## 시청률
| Ep. # | 방영일          | Nielsen Korea 전국 시청률 |
| ----- | --------------- | ------------------------- |
| 1     | 2021년 4월 10일 | 0.8%                      |
| 2     | 2021년 4월 17일 | 0.8%                      |
| 3     | 2021년 4월 24일 | 1.2%                      |
| 4     | 2021년 5월 1일  | 1.2%                      |
| 5     | 2021년 5월 8일  | 0.8%                      |
| 6     | 2021년 5월 15일 | 1.3%                      |
| 7     | 2021년 5월 22일 | 1.1%                      |
| 8     | 2021년 5월 29일 | 1.0%                      |
| 9     | 2021년 6월 5일  | 1.0%                      |
| 10    | 2021년 6월 12일 | 1.0%                      |
| 11    | 2021년 6월 19일 | 1.0%                      |
| 12    | 2021년 6월 26일 | 1.2%                      |